# Procopius aethiops
 (septembre 2023).
Espèce
Procopius aethiops est une espèce d'araignées aranéomorphes de la famille des Corinnidae.

## Distribution
Cette espèce est endémique du Cameroun.

## Description
La femelle holotype mesure 12,5 mm. Le mâle décrit par Simon en 1910 mesure 10 mm.

## Publication originale
- Thorell, 1899 : Araneae Camerunenses (Africae occidentalis) quas anno 1891 collegerunt Cel. Dr Y. Sjöstedt aliique. Bihang till Kongliga Svenska vetenskaps-akademiens handlingar, vol. 25, no 1, p. 1-105 (texte intégral).